# Lloyd Bentsen
Lloyd Millard Bentsen Jr., född 11 februari 1921 i Mission, Texas, död 23 maj 2006 i Houston, Texas, var en amerikansk politiker som var senator (demokrat) för Texas från 1971 till 1993 och ledamot i representanthuset 1948-1955. 
Han var demokratiska partiets vicepresidentkandidat i 1988 års presidentval. Han tjänstgjorde som USA:s finansminister i president Bill Clintons administration från januari 1993 till december 1994.

## Biografi
Bentsens mest berömda replik från presidentvalet 1988, då han kampanjade för att bli vicepresident, tillsammans med Michael Dukakis som var demokraternas presidentkandidat, kom i en vicepresident-debatt mot George Bush Sr:s vicepresident-kandidat Dan Quayle som var känd för sin okarismatiska stil. Under debatten ifrågasattes Quayles erfarenhet och då svarade han med att dra paralleller mellan sig själv och John F. Kennedy och den relativt unge Quayle förutspåddes sig själv en lysande karriär. Men inte bara det. Quayle kallade även John Kennedy, Jack Kennedy, något som Bentsen drog på. 
Bentsens svarade så Quayle i debatten med:
| ” | Senator, I served with Jack Kennedy: I knew Jack Kennedy; Jack Kennedy was a friend of mine. Senator, you're no Jack Kennedy. ("Senatorn, jag tjänstgjorde med Jack Kennedy, jag kände Jack Kennedy; Jack Kennedy var min vän. Senatorn, du är då ingen Jack Kennedy"). | „ |

Valet vanns senare av Bush och Quayle, men Quayle ansågs inte ha hjälpt till med detta utan ansågs som ett misstag och gavs lite utrymme i regeringsarbete. Bentsen blev med tiden en veteran inom såväl det demokratiska partiet som i USA:s senat, respekterad av både partivänner och politiska motståndare för sin erfarenhet.
Nästkommande presidentval (1992) förlorade Bush och Quayle mot Bill Clinton och Al Gore, och av Clinton utsågs Bentsen till USA:s finansminister för sin erfarenhet och respekt, en post som han höll i två år innan han gick i pension från det politiska livet.
För sitt jobb, som tidig finansminister i den första demokratiska regeringen på tolv år, har han många gånger varit hyllad och han har utpekats som arkitekten för USA:s finansiella framgångar under 1990-talet.